# 철없는 아내와 파란만장한 남편 그리고 태권소녀
"철없는 아내와 파란만장한 남편 그리고 태권소녀"는 2002년에 개봉한 대한민국의 영화이다.

## 캐스팅
- 조은지 : 철없는 아내 / 배은희 역
- 최광일 : 파란만장한남편 / 오두찬 역
- 공효진 : 태권소녀 / 황금숙 역
- 김기현 : 늙은남자 / 석만창 역
- 김승현 : 젊은남자 역
- 김인문 : 매니저 역
- 유혜리 : 안마사 역
- 이봉규 : 노 국장 역
- 장성원 : 불량배 1 역
- 정재훈 : 불량배 2 역
- 김훈호 : 나이트 클럽 남 2 역
- 김태환 : 안마사 집 경찰 역
- 박재형 : 동성 신부 역
- 이승훈 : 사랑의 ARS PD 역
- 전창걸 : 성형외과 의사 역 (특별출연)
- 김생민 : 사랑의 ARS 남자 MC 역 (특별출연)
- 장수영 : 사랑의 ARS 여자 MC 역 (특별출연)
- 백현진 : 괴남자 역 (특별출연)